# Быранатталах
Быранаттала́х (якут. Быранаатталаах) — село в Кобяйском улусе Якутии России. Входит в состав Люччегинского 2-го наслега.

## География
Село расположено на западе региона, в восточной части Центрально-Якутской равнины, у озера Быранатталах-Кюель, на расстоянии 275 км от посёлка городского типа Сангар, административного центра улуса.
Климат
В населённом пункте, как и во всем районе, климат резко континентальный, с продолжительным зимним и коротким летним периодами. Зимой погода ясная, с низкими температурами. Устойчивые холода зимой формируются под действием обширного антициклона, охватывающего северо-восточные и центральные улусы. Средняя месячная температура воздуха в январе находится в пределах от −28 ˚С до −40 ˚С..

## История
Согласно Закону Республики Саха (Якутия) от 30 ноября 2004 года N 173-З N 353-III село вошло в образованное муниципальное образование Люччегинский 2-й наслег.

## Население
| 2002 | 2010 | 2021 |
| ---- | ---- | ---- |
| 0    | →0   | →0   |

## Транспорт
Региональная дорога «Лючинская».